# Shawn Cronin
Shawn P. Cronin (* 20. August 1963 in Flushing, Michigan) ist ein ehemaliger US-amerikanischer Eishockeyspieler, der im Verlauf seiner aktiven Karriere zwischen 1982 und 1997 unter anderem 324 Spiele für die Washington Capitals, Winnipeg Jets, Philadelphia Flyers und San Jose Sharks in der National Hockey League auf der Position des Verteidigers bestritten hat.

## Karriere
Cronin spielte zunächst vier Jahre von 1982 bis 1986 an der University of Illinois-Chicago in der Central Collegiate Hockey Association der National Collegiate Athletic Association. Ungedraftet wechselte der Verteidiger nach Beendigung seines Studiums zur Saison 1986/87 in die International Hockey League zu den Salt Lake Golden Eagles. Von dort nahmen ihn die Hartford Whalers aus der NHL unter Vertrag. Sie setzten ihn jedoch ausschließlich in ihrem Farmteam, den Binghamton Whalers, ein.
Nachdem sein Vertrag nach der Spielzeit 1987/88 unterschrieb er zur folgenden Saison als Free Agent einen Vertrag bei den Washington Capitals. Diese setzten ihn im Verlauf der Saison einmal in der National Hockey League ein. Nach nur einem Jahr in der US-amerikanischen Landeshauptstadt wechselte Cronin zu den Philadelphia Flyers, die ihn aber nach nur einem Monat noch während der Sommerpause zu den Winnipeg Jets transferierten. In drei Spielzeiten zwischen 1989 und 1992 etablierte sich der US-Amerikaner im Kader der Jets und bestritt über 190 NHL-Spiele. Im August 1992 gaben die Jets Cronin für Dan Lambert zu den Quebec Nordiques ab, die ihn aber kurz vor Beginn der Saison 1992/93 auf die Waiver-Liste setzten. Von der Waiver-Liste übernahmen die Philadelphia Flyers seinen Vertrag für den Rest der Spielzeit, bevor er im Sommer 1993 an die San Jose Sharks verkauft wurde. Dort spielte er weitere zwei Jahre. Zur Saison 1995/96 wechselte der Verteidiger in die IHL und spielte noch zwei Spielzeiten für die Fort Wayne Komets, ehe er 1997 seine Karriere beendete.

## Karrierestatistik
(Legende zur Spielerstatistik: Sp oder GP = absolvierte Spiele; T oder G = erzielte Tore; V oder A = erzielte Assists; Pkt oder Pts = erzielte Scorerpunkte; SM oder PIM = erhaltene Strafminuten; +/− = Plus/Minus-Bilanz; PP = erzielte Überzahltore; SH = erzielte Unterzahltore; GW = erzielte Siegtore; 1 Play-downs/Relegation; Kursiv: Statistik nicht vollständig)